# جمعية كشافة سريلانكا
جمعية كشافة سريلانكا هي المنظمة الكشفية الوطنية في سريلانكا، تأسست في عام 1912، وأصبحت عضوا في المنظمة العالمية للحركة الكشفية في عام 1953 ويبلغ عدد أعضاء الجمعية 33709 عضوا اعتبارا من عام 2014.